# Chelsea Quinn Yarbro
Chelsea Quinn Yarbro, née le 15 septembre 1942 à Berkeley, en Californie, est une écrivain américain de science-fiction.

## Biographie
Chelsea Quinn Yarbro a fréquenté les écoles de Berkeley, avant d'effectuer trois ans d’études au San Francisco State College.
Mariée en novembre 1969 à Donald Simpson, elle divorce en février 1982 et n’a pas d’enfants.
Vivant de sa plume depuis les années 1970, Yarbro a cultivé plusieurs genres, science-fiction, littérature pour enfants et adolescents, romans historiques et d’épouvante. Elle a écrit plus de 70 romans et de nombreuses nouvelles. Sa réputation est surtout construite sur les romans où apparaît un vampire nommé d’après le personnage historique du Comte de Saint-Germain.
Outre ses activités d’écriture, elle a composé de la musique, pratiqué la chiromancie et la lecture des tarots. Elle joue de sept instruments différents, dont le piano, pratique le chant, et étudie la musique.
Chelsea Quinn Yarbro publie environ trois livres par an dans divers genres.
Elle a publié sous son nom et sous les pseudonymes :
- Quinn Fawcett, en collaboration avec Bill Fawcett (en)
- Trystam Kith
- Terry Nelson Bonner
- T. C. F. Hopkins

## Œuvres
- False Dawn, 1978 - Fausse Aurore, Denoël, Présence du futur no 292, 1980.
- Dead and Buried, 1980 - Réincarnations, J'ai lu.
- Ariosto Furioso, a Romance for an Alternate Renaissance, 1980 - Ariosto furioso, Denoël, Présence du futur ; Gallimard, Folio SF.
- Hyacinths, 1983[1] - Jacinthes, Denoël, Présence du futur no 372, 1984.
- Le Comte de Saint-Germain, vampire, Pocket, coll. « Terreur », 2001.
- Saint-Germain l'Égyptien, deux tomes, Fleuve noir, 2005.